# Hanse – Die Expedition
Hanse – Die Expedition ist ein Computerspiel-Remake von Hanse, das 1994 für MS-DOS und vier Wochen später für Amiga erschien. Als Wirtschaftssimulation dreht es sich um den Ostseehandel zur Blütezeit der Hanse.

## Spielprinzip
Der Spieler fängt mit einem Schiff und etwas Geld als Händler in Lübeck an. Ziel ist es Bürgermeister zu werden. In anderen Städten können Waren eingekauft und im Heimathafen wieder verkauft werden, wobei die Preise variabel auf Angebot und Nachfrage reagieren. Eine wichtige Rolle spielt dabei der Salzhandel. Eine Bank vergibt Kredite. In einer Werft können weitere Schiffe in Auftrag gegeben werden und bestehende repariert werden. Piraten oder andere Länder können die Stadt angreifen, die dann mit strategisch platzierten Kanonen verteidigt wird. Durch Heirat kann der Spieler Nachfahren zeugen, die mit Hauslehrern ausgebildet und als Stellvertreter auf Expedition geschickt werden können oder die Nachfolge antreten, wenn die Spielfigur selbst verstirbt. Spätestens nach fünf Generationen endet das Spiel.

## Rezeption
Die Grafik sei schön, aber animationsarm. Einzige Neuerung seien die rund 150 Zufallsereignisse und Expeditionen der Nachkommen. Die Handlungsmöglichkeit seien sehr begrenzt, insbesondere im Vergleich mit Der Patrizier. Als digitales Gesellschaftsspiel funktioniere es vorwiegend im Mehrspielermodus gut. Die Bedienung sei altbacken. So kann etwa die Preisentwicklung nicht im Spiel selbst verfolgt werden. Selbst für Fans von Handelssimulationen sei die Dynamik zu gering, das Gameplay bleibe repetitiv, nur wenige Waren können gehandelt werden. Ereignisse sorgen dafür, dass die Simulation in Richtung Glücksspiel entgleite.